# Paolo Gentiloni

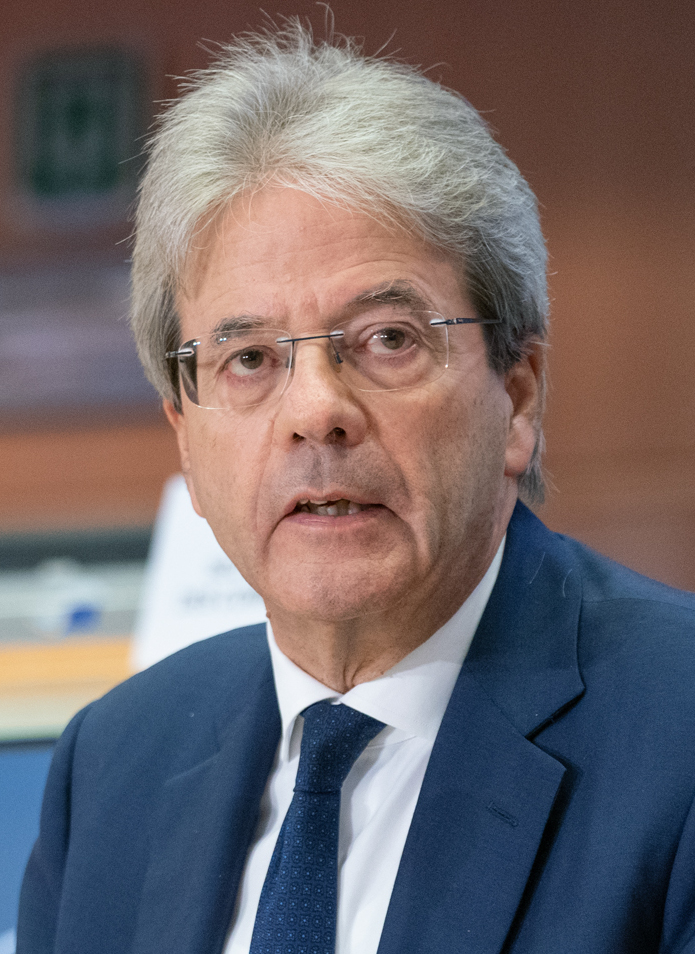
Paolo Gentiloni (2019)

Paolo Gentiloni Silveri (* 22. November 1954 in Rom) ist ein italienischer Politiker der Partito Democratico (PD). Er war vom 12. Dezember 2016 bis zum 1. Juni 2018 Ministerpräsident Italiens. Vom 1. Dezember 2019 bis zum 30. November 2024 war er EU-Kommissar für Wirtschaft und Währung und Kommissar für Steuern und Zollunion in der Kommission von der Leyen I.
Zuvor war Gentiloni von 2006 bis 2008 Minister für Kommunikation sowie von 2014 bis 2016 Außenminister Italiens. Von März 2019 bis Februar 2020 war er presidente, d. h. protokollarischer Parteivorsitzender, der PD.

## Familie
Paolo Gentiloni entstammt dem italienischen Adelsgeschlecht der Grafen Gentiloni Silveri, Edle von Filottrano, Cingoli und Macerata, aus Tolentino in der Provinz Macerata in der zentralitalienischen Region Marche. Der aus dem 13. Jahrhundert stammende Hauptsitz der Familie grenzt an die Basilika San Nicola, er wurde bei den Erdbeben von 2016 in Mitleidenschaft gezogen. Einer seiner Vorfahren war Vincenzo Ottorino Gentiloni, der 1913 mit dem sogenannten Patto Gentiloni dem politischen Katholizismus den Weg ins italienische Parlament bahnte. 2015 wurde Paolo Gentiloni die Ehrenbürgerschaft von Tolentino verliehen.
Gentiloni ist seit 1988 mit der Architektin Emanuela Di Mauro verheiratet. Das Paar hat keine Kinder.

## Politische Laufbahn
Gentiloni besuchte eine Montessori-Schule und hatte eine katholische Erziehung bei der Katechetin Agnese Moro, der Tochter von Aldo Moro. Seinen Schulabschluss absolvierte er am Liceo Torquato Tasso in Rom, das vorwiegend von Kindern aus gutbürgerlichem Hause besucht wurde, ab 1968 eine stark politisierte Schülerschaft hatte und viele prominente Politiker hervorbrachte. Anschließend absolvierte er ein Studium der Politikwissenschaft an der Universität La Sapienza.

### Linksradikalismus und Umweltbewegung

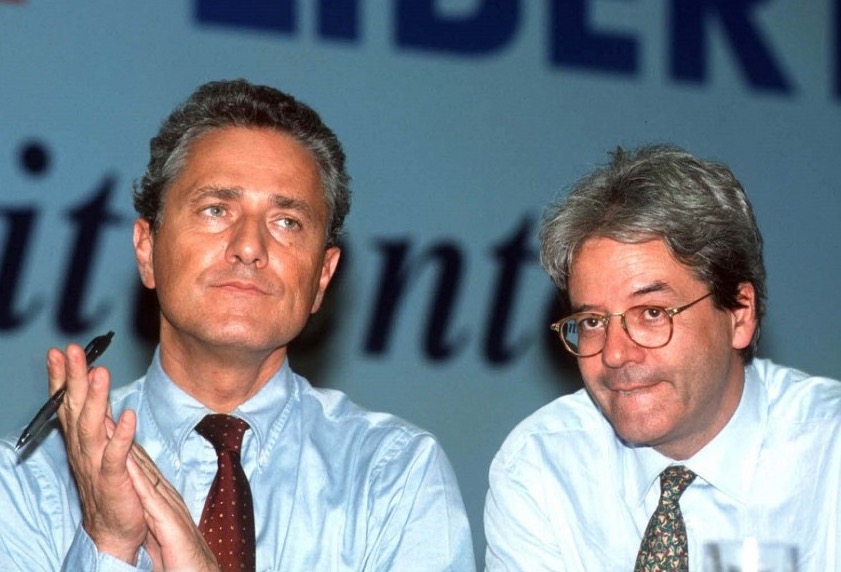
Gentiloni (rechts) mit Francesco Rutelli (1993)

Gentiloni ist ein Exponent der 68er-Bewegung. Als Student engagierte er sich im linken Movimento Studentesco um Mario Capanna. Anschließend gehörte Gentiloni 1976 zu den Gründern des maoistischen Movimento Lavoratori per il Socialismo (MLpS), dessen Regionalvorsitzender im Latium er war. Das MLpS ging 1981 in der gleichfalls linksradikalen Partito di Unità Proletaria per il Comunismo (PdUP) auf, für die Gentiloni in der Lokalpolitik tätig war. Zudem schrieb er für die neu-linke Zeitschrift Pace e Guerra. Dann wandte er sich unter dem Einfluss Chicco Testas der Umweltbewegung zu. Von 1984 bis 1993 leitete er La nuova ecologia („Der neue Umweltschutz“), die Monatszeitschrift der italienischen Umweltschutzorganisation Legambiente. Ab 1990 war Gentiloni als Berufsjournalist bei der Wochenzeitschrift L’Espresso tätig.
Anfang der 1990er-Jahre stand er Francesco Rutelli nahe, damals nationaler Koordinator der italienischen Grünen (Federazione dei Verdi), und wurde daher – neben Roberto Giachetti – zu den „Rutelli Boys“ gezählt. Er war Sprecher Rutellis im Wahlkampf 1993 für das Bürgermeisteramt in Rom. Nach dessen Wahlsieg wurde er Pressesprecher und Redenschreiber des Bürgermeisters, später Beigeordneter für Tourismus und für die Organisation des „Heiligen Jahres“ 2000. Wie Rutelli gehörte Gentiloni 1999 zu den Mitbegründern der liberalen Partei I Democratici.

### Abgeordneter und Minister
Auf der von Rutelli angeführten Liste La Margherita wurde er bei der Parlamentswahl 2001 in die Abgeordnetenkammer gewählt, der er fünf Legislaturperioden bis 2019 angehörte. 2002 war er Mitbegründer der Partei Democrazia è Libertà – La Margherita, in der die Democratici mit der christdemokratischen PPI fusionierten. Im Parlament war Gentiloni 2001–06 und 2008–13 im Ausschuss für Kommunikation, Postwesen und Verkehr und im Ausschuss für die Aufsicht über den öffentlichen Rundfunk (Rai) tätig. Letzterem stand er von 2005 bis 2006 auch vor. Von 2006 bis 2008 war er Kommunikationsminister im Kabinett Prodi II.

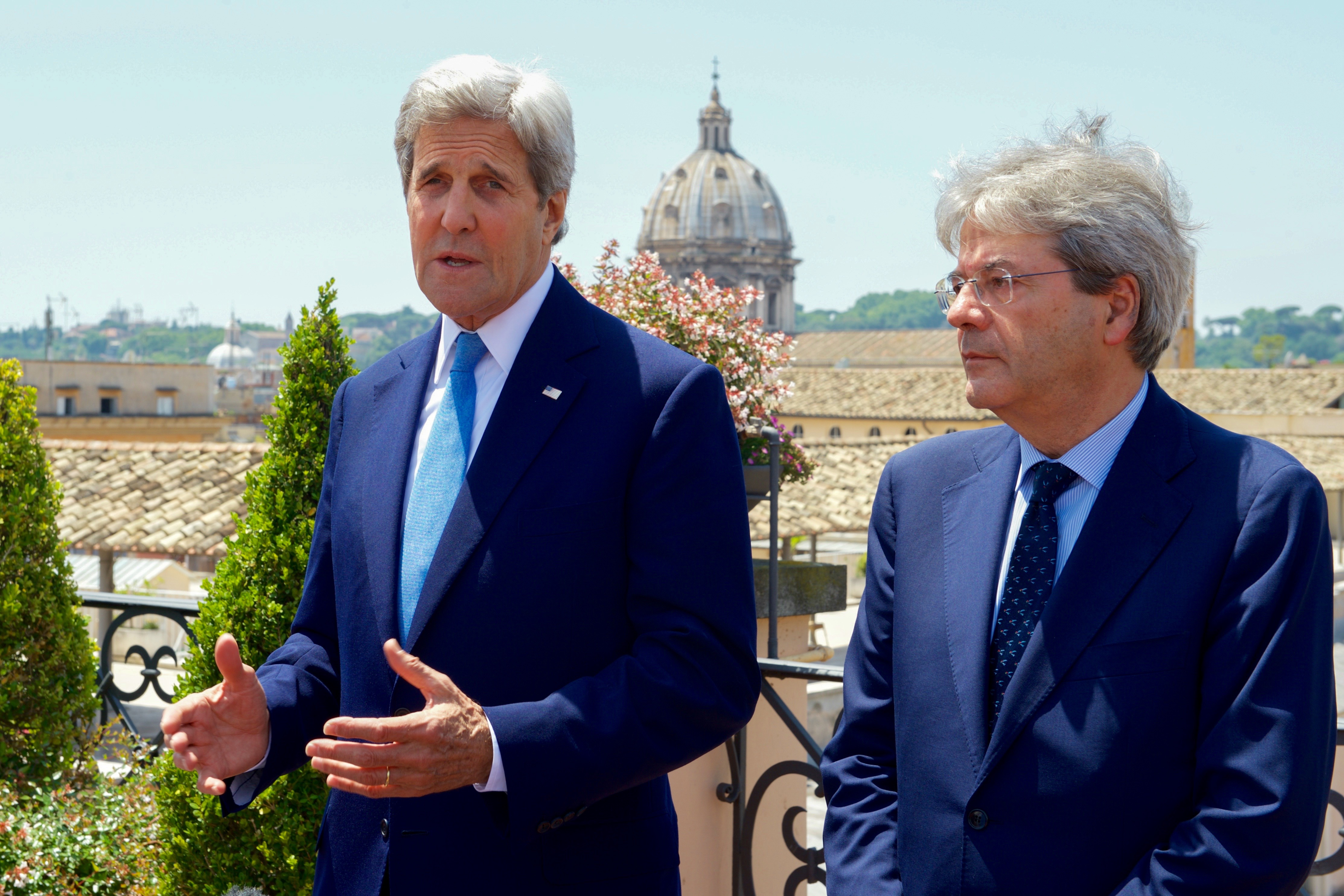
Paolo Gentiloni zusammen mit dem Außenminister der USA John Kerry in Rom, Juni 2016

Die Partei La Margherita ging 2007 in der Mitte-links-Sammelpartei Partito Democratico (PD) auf, dessen Gründungskomitee Gentiloni angehörte. Anders als sein einstiger Mentor Rutelli verblieb Gentiloni auch nach der Wahl Pier Luigi Bersanis (vom linken Flügel) zum Parteivorsitzenden 2009 in der PD. Innerhalb der Partei wird Gentiloni dem zur Mitte tendierenden, christlich-sozialen Flügel AreaDem zugerechnet, der von Dario Franceschini geführt wird. Zudem gehörte er zu den Unterstützern Matteo Renzis, der Ende 2013 zum Parteivorsitzenden gewählt wurde.
Als Nachfolger Federica Mogherinis, die zur EU-Außenbeauftragten ernannt worden war, amtierte Gentiloni von Oktober 2014 bis Dezember 2016 Außenminister im Kabinett Renzi.

### Ministerpräsident

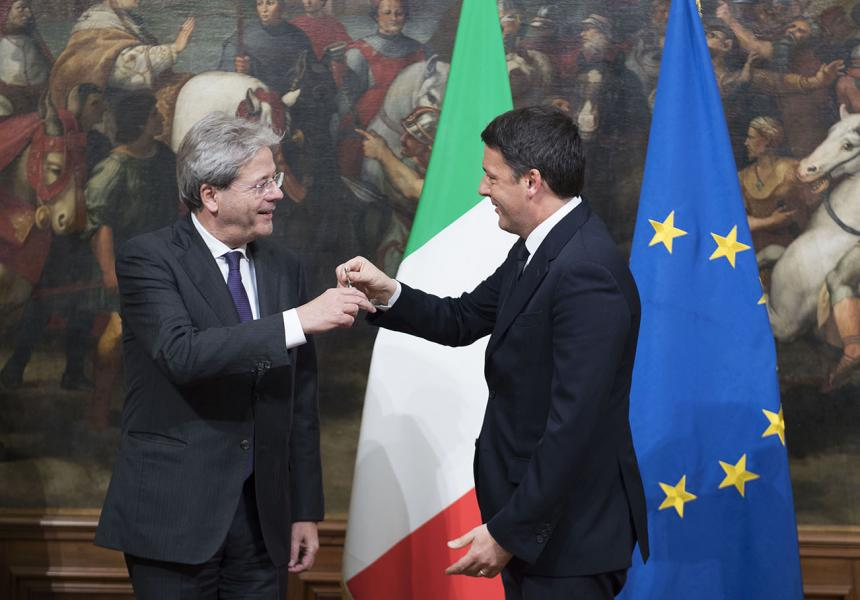
Paolo Gentiloni und Matteo Renzi bei der traditionellen Übergabe des Ministerratsglöckchens am 12. Dezember 2016 im Palazzo Chigi

Am 11. Dezember 2016, sechs Tage nach dem Rücktritt von Matteo Renzi, beauftragte Staatspräsident Sergio Mattarella Gentiloni mit der Regierungsbildung. Er stand einem Koalitionskabinett der Mitte aus PD, Nuovo Centrodestra (NCD) und kleineren Parteien vor. Bei der Parlamentswahl 2018 wurde er als Direktkandidat im Wahlkreis Rom I erneut ins Abgeordnetenhaus gewählt. Da die PD insgesamt die Wahl verlor, übergab er die Regierungsführung am 1. Juni 2018 an Giuseppe Conte.
Am 17. März 2019 wählte der PD-Parteitag Gentiloni zu ihrem presidente. Damit war er protokollarischer Parteivorsitzender, die tagespolitische Führung hatte traditionell aber der segretario, damals Nicola Zingaretti. Am 22. Februar 2020 wurde Valentina Cuppi (* 1983) zum neuen presidente der PD gewählt.

### EU-Kommissar
Die erst kurz zuvor gebildete Regierung Conte II aus PD und Movimento 5 Stelle (Fünf-Sterne-Bewegung) nominierte Gentiloni Anfang September 2019 als italienischen EU-Kommissar. Er übernahm am 1. Dezember 2019 in der Kommission von der Leyen I die Zuständigkeit für Wirtschaft und Währung einschließlich Steuern und Zollunion. Er amtierte bis zum 30. November 2024.